# محمد محسن أبو جريشة
محمد محسن أبو جريشة لاعب كرة قدم مصري من مواليد 4 أغسطس 1981 من الإسماعيلية في مصر يلعب لنادي الإسماعيلي المصري.

## مسيرته الكروية
بدأ اللاعب اللعب مع الفريق الأول لنادي الإسماعيلي في موسم 2001/2002 تحت قيادة المدرب المصري محسن صالح وقد شارك لدقائق قليلة في فوز الإسماعيلي بدرع الدوري لهذا الموسم ووصل مع الفريق إلى نهائي دوري أبطال أفريقيا لعام 2003 ونهائي دوري أبطال العرب في 2004.
استمر أبو جريشة في تمثيل نادي الإسماعيلي إلى أن انتقل معارا في فبراير 2008 إلى نادي زهيجيانج لوتشينج الصيني وفي ديسمبر من نفس العام عاد مجددا لناديه السابق بعد انتهاء فترة إعارته.
بدأ أبو جريشة اللعب مع المنتخب المصري في تصفيات كأس العالم 2006 أمام منتخب الكاميرون، كما شارك مع المنتخب المصري في كأس القارات 2009.

## روابط خارجية
- محمد محسن أبو جريشة على موقع الاتحاد الدولي (مؤرشف)  (الإنجليزية)
- محمد محسن أبو جريشة على موقع قاعدة بيانات كرة القدم.إي يو (الإنجليزية)
- محمد محسن أبو جريشة على موقع ناشيونال فوتبول تيمز (الإنجليزية)
- صفحة اللاعب في موقع الفيفا العربي